# Soneto 138
| «» Soneto 138 |
| --- |
| When my love swears that she is made of truth, I do believe her though I know she lies, That she might think me some untutor’d youth, Unlearned in the world’s false subtleties. Thus vainly thinking that she thinks me young, Although she knows my days are past the best, Simply I credit her false-speaking tongue: On both sides thus is simple truth supprest: But wherefore says she not she is unjust? And wherefore say not I that I am old? O! love’s best habit is in seeming trust, And age in love, loves not to have years told: Therefore I lie with her, and she with me, And in our faults by lies we flatter’d be. |
| –William Shakespeare |

O Soneto 138 é um dos 154 sonetos escritos por William Shakespeare.
Neste soneto, o poeta mostra 
a tristeza serena implícita no soneto e a auto-ironia do homem mais velho que ama uma jovem, mas sabe que a reciprocidade desse sentimento irá como veio: leve nuvem sobre a brisa, a se fingir por um instante de púrpura sobre as cinzas de seu crepúsculo.
Nele, o poeta descreve um relacionamento construído sobre engano mútuo, e que não engana nenhuma das partes: a amante, que demonstra constância, e o poeta, que se sente jovem.

## Traduções

### Tradução deMilton Lins
Quando jura dizer só a verdade,

Sabendo ser mentira, eu creio nela,

Que pode julgar vir da pouca idade

Ver o mundo falaz que me revela.

Em vão pensando em minha jovem vida,

Se bem meu tempo bom já esteja à míngua,

Aos dois cabendo a faina suprimida,

Credito a falsa fala à sua língua.

Como pôde fugir de ser injusta?

E como vou fingir que não sou velho?

É bem melhor no amor verdade frustra,

Todo tempo será - amor parelho.

Defrontados assim, mentimos mais,

Os que trocam mentiras - são iguais.

### Tradução deIvo Barroso
Quando jura ser feita de verdades,

Em minha amada creio, e sei que mente,

E passo assim por moço inexperiente,

Não versado em mundanas falsidades.

Mas crendo em vão que ela me crê mais jovem

Pois sabe bem que o tempo meu já míngua,

Simplesmente acredito em falsa língua:

E a patente verdade os dois removem.

.Por que razão infiel não se diz ela?

Por que razão também escondo a idade?

Oh, lei do amor fingir sinceridade

E amante idoso os anos não revela.

Por isso eu minto, e ela em falso jura,

E sentimos lisonja na impostura.

### Tradução de Rodrigo Suzuki Cintra
Quando meu amor jura que é feita de verdade,

Eu acredito nela, apesar de saber que é mentira,

Ela deve pensar que sou qualquer moço sem idade

Que não conhece de fato como o mundo gira.

Assim, inutilmente acreditando que ela me acha jovem, 

Apesar de saber que meus melhores dias já não voltam mais,

Simplesmente eu acredito em suas palavras que me comovem,

Na medida em que a verdade não nos satisfaz. 

Mas por que ela não admite ser desonesta?

E por que não admito ser um homem idoso?

O melhor do amor é ser hábito que ninguém protesta,

Pois mentir no amor é sempre mais gostoso:

Nos deitamos em nossas mentiras, eu com ela e ela comigo

E na mentira do amor nós encontramos abrigo.

### Tradução de José Arantes Júnior
O tradutor, a exemplos dos outros sonetos por ele traduzidos, acrescentou um título. O ritmo e a métrica por ele usados fugiram ao utilizado pelo poeta autor, mantendo métrica e ritmo variando entre 10, 11 e 12 sílabas.
A verdade e a mentira - I

Quando o meu amor jura autenticidade

Eu creio, embora saiba que ela mente,

Que me vê como uma jovem mentalidade

Ignorando teores do mundo totalmente;

Vaidoso por me considerar mais jovem

Embora saiba que já fui melhor antes,

Que meus conceitos falsos me comovem

Suprimindo a verdade a cada instante;

Mas, por que ela não diz ser injusta?

Por que não conto ter idade avançada?

É porque a verdade no amor se ajusta

E a idade no amor nunca é registrada;

Mentimos juntos e assim nos aturamos

Pois, com estas mentiras, nos amamos.